# Renaldo Major
Pour les articles homonymes, voir Major (homonymie).
Renaldo Major, né le 7 mai 1982 à Chicago, aux États-Unis, est un joueur puis entraîneur américain de basket-ball. Il évolue au poste d'ailier.

## Carrière
Major rejoint le Joensuun Kataja, un club de première division finlandaise. Il est cependant licencié par Kataja après les mauvais résultats de l'équipe en EuroChallenge.